# Caverna delle Arene Candide
La Caverna delle Arene Candide è un importante sito archeologico in grotta situato a Finale Ligure, in provincia di Savona.
La caverna deve il suo nome a una duna costiera di sabbia (arena) bianca (candida) che era presente ai piedi delle falesie che compongono il versante occidentale del promontorio della Caprazoppa, in cui apre la grotta, almeno fino ai primi anni venti del Novecento.

## Scoperta
L'ampia caverna, nota localmente anche come Grotta dei Frati o "Armassa", acquisì la sua denominazione attuale a partire dalla visita che Arturo Issel vi fece nel giugno del 1864 che segna anche l'inizio di una lunga stagione di scavi e ricerche.
La celebrità internazionale deriva dai fortunatissimi scavi che Luigi Bernabò Brea (primo Soprintendente alle antichità della Liguria) e Luigi Cardini (membro dell'Istituto Italiano di Paleontologia Umana) condussero negli anni 1940-42 e 1948-50 nella porzione sud orientale della caverna. Gli scavi evidenziarono l'esistenza di un'articolata sequenza stratigrafica che conserva testimonianze a partire dal Paleolitico superiore fino all'epoca bizantina, in un contesto ambientale di giacitura estremamente favorevole alla buona conservazione dei reperti, soprattutto dei resti ossei e del materiale combusto.

## Descrizione
La caverna si trova sul margine superiore del ciglio ovest della ex- cava Ghigliazza, circa 90 m sul livello del mare, verso il quale presenta tre grandi aperture che la rendono, oggi come nel passato, relativamente illuminata ed asciutta. Attualmente si accede alla caverna dall'alto, con un percorso - via Borgio - che implica circa 30 minuti a piedi.
Il sito archeologico, di proprietà del Ministero per i Beni e le Attività Culturali, è stato affidato nel 2018 in gestione al Comune di Finale Ligure e al Museo Archeologico del Finale, che - dopo interventi di messa in sicurezza e sistemazione del percorso di visita - dal luglio 2019 ne promuove una regolare apertura al pubblico.
I resti delle ben 19 sepolture paleolitiche rinvenutevi, oltre a costituire uno dei più consistenti complessi funerari paleolitici del mondo, sono senz'altro quelli di gran lunga meglio conservati, con tutte le implicazioni sulla qualità delle informazioni scientifiche che gli antropologi possono attingere.
Si segnala in particolare la ricchezza del corredo funebre di un adolescente che lnoto come il Principe di Arene Candide, un adolescente di epoca gravettiana risalente a circa 26.000 anni dal presente, atletico, che si cibava abitualmente di carne, pesci e molluschi. Il quindicenne è stato rinvenuto su uno strato di ocra rossa a sette metri dalla superficie, rivolto a sud, con un copricapo di nasse dorate, monili di conchiglie, ossa, corna di cervo lavorate e una lunga selce in mano. La ferita mortale al mento risultava ricomposta con ocra gialla prima della sepoltura.
La cuffia è simile a quelle coeve ritrovate associate alla Donna di Paglicci e alla Donna di Ostuni ritrovate in Puglia, alla Donna di Caviglione ritrovata ai Balzi Rossi, come anche alcune statuine (ad. esempio la cosidetta Signora di Brassempouy), ha fatto ipotizzare che queste cuffie non fossero utlizzati unicamente come oggetti funebri, ma come veri e propri copricapi utilizzati in vita.
I numerosi reperti provenienti dagli scavi condotti nella caverna sono esposti in diversi musei tra cui il Museo di archeologia ligure di Genova, il Museo archeologico del Finale a Finalborgo e il Museo nazionale preistorico etnografico Luigi Pigorini di Roma.